# ناوچه سبک سیکی
ناوچه سبک سیکی (به انگلیسی: Japanese corvette Seiki) یک کشتی بود، که طول آن ۶۲٫۱۷ متر (۲۰۴ فوت ۰ اینچ) بود. این کشتی در سال ۱۸۷۵ ساخته شد.